# Avocourt
Avocourt est une commune française située dans le département de la Meuse, en région Grand Est.

## Géographie

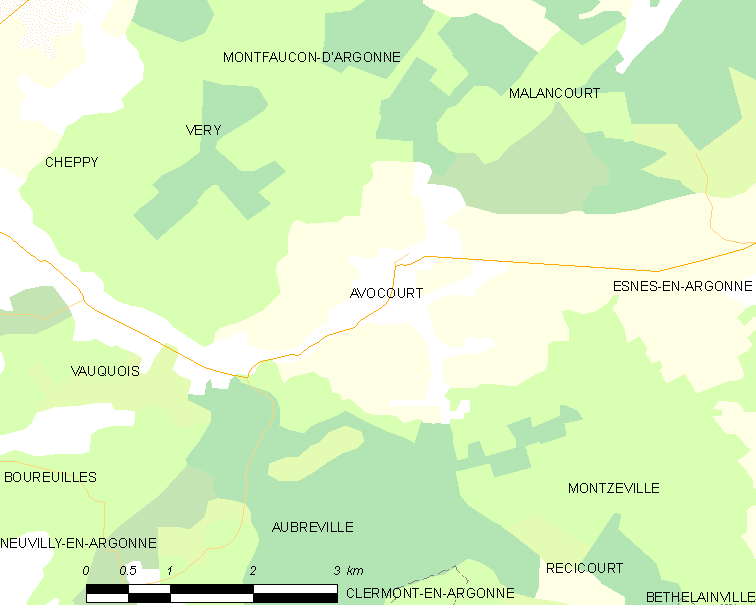
Carte de la commune[1].
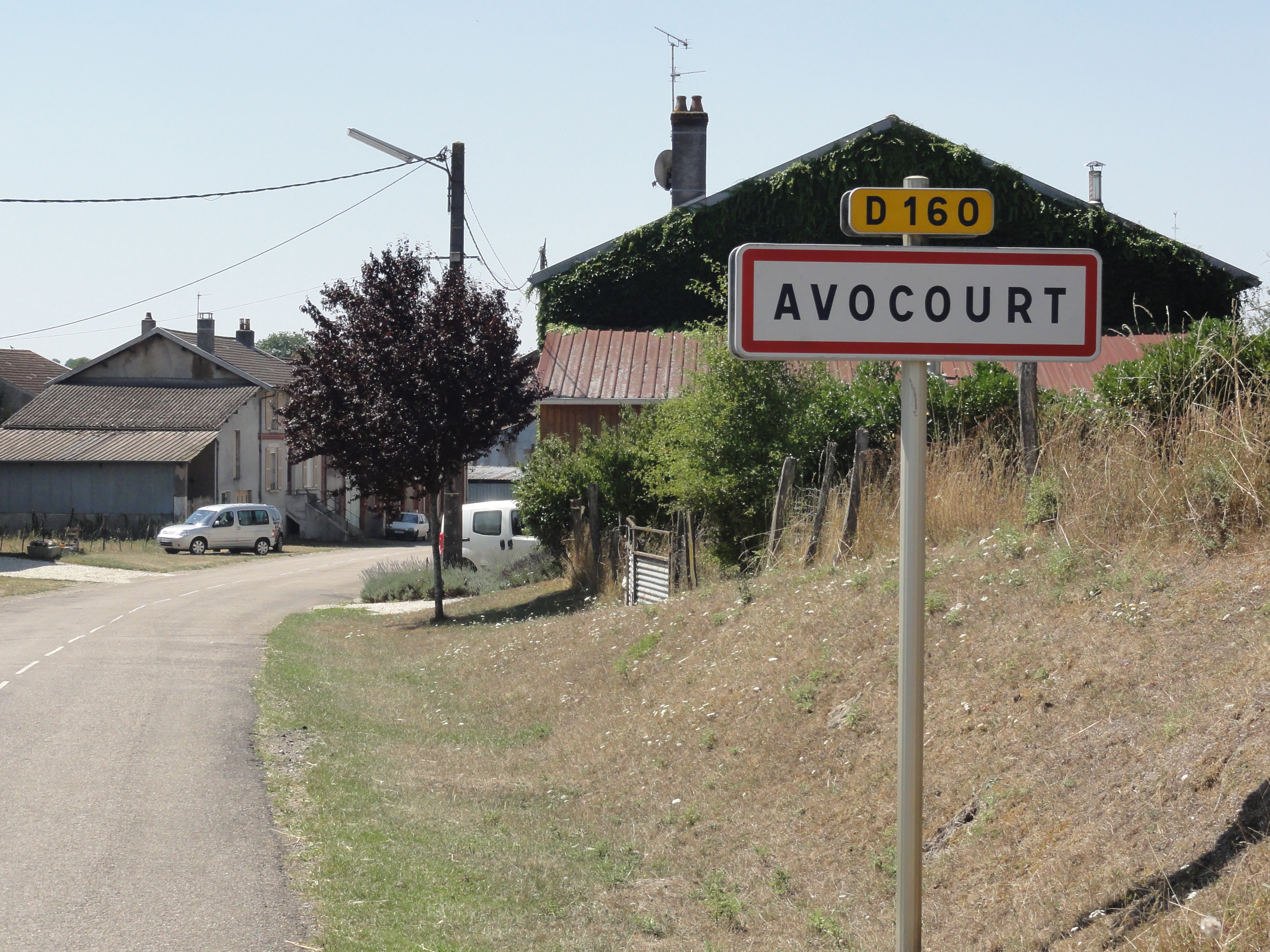
Entrée d'Avocourt en venant de Malancourt[2].

### Hydrographie
La commune est dans la région hydrographique « la Seine du confluent de l'Oise (inclus) à l'embouchure » au sein du bassin Seine-Normandie. Elle est drainée par la Buante, le cours d'eau 03 de la commune d'Avocourt, le ruisseau de la Noire Fontaine et divers autres petits cours d'eau,.
La Buante, d'une longueur de 18 km, prend sa source dans la commune  et se jette  dans l'Aire à Baulny, après avoir traversé cinq communes.

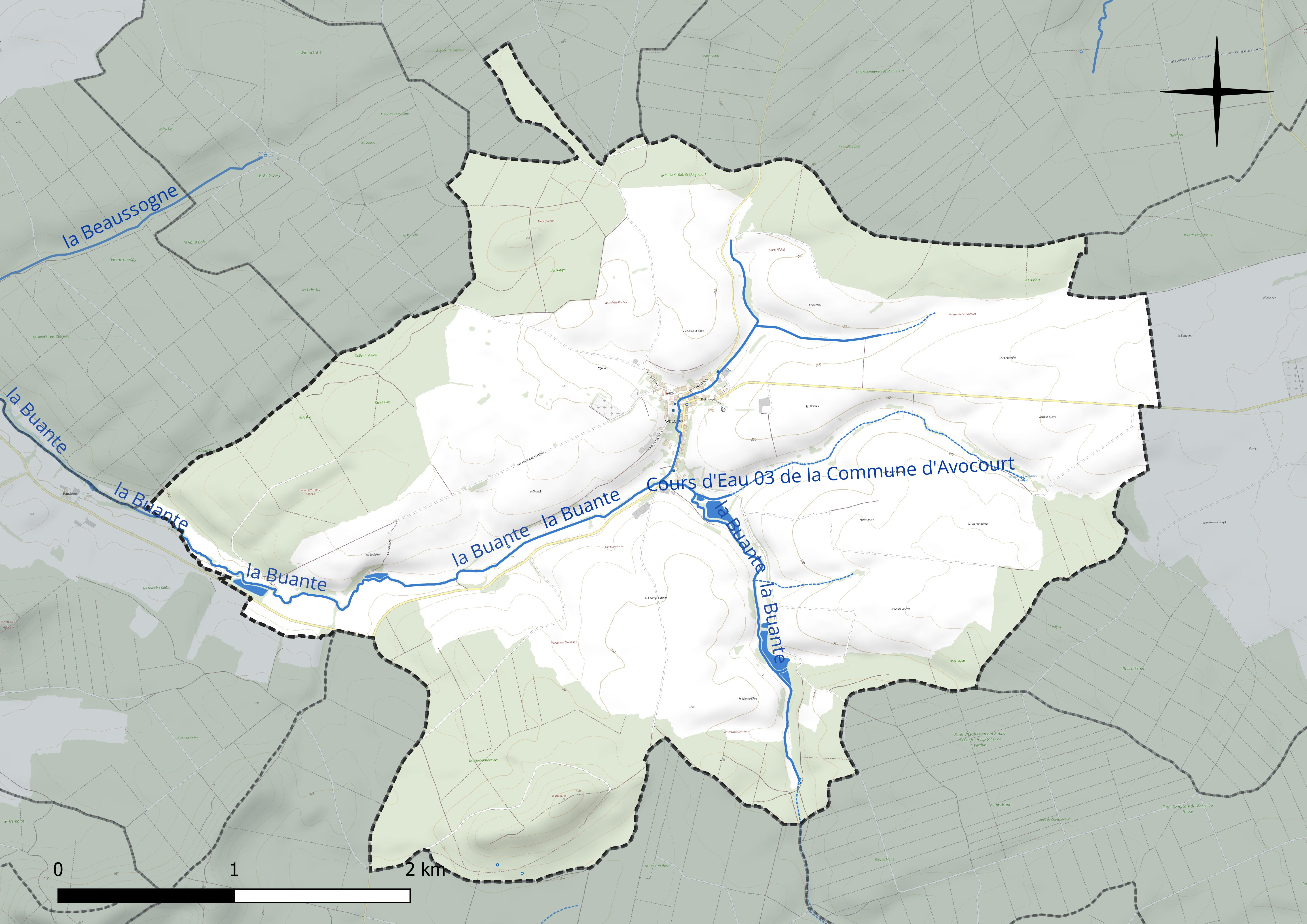
Réseau hydrographique d'Avocourt.

Un plan d'eau complète le réseau hydrographique : le plan d'eau 1 de la commune d'Avocourt (1,4 ha),.

### Climat
Pour des articles plus généraux, voir Climat du Grand Est et Climat de la Meuse.
En 2010, le climat de la commune est de type climat de montagne, selon une étude du Centre national de la recherche scientifique s'appuyant sur une série de données couvrant la période 1971-2000. En 2020, Météo-France publie une typologie des climats de la France métropolitaine dans laquelle la commune est exposée à un climat océanique altéré et est dans la région climatique Lorraine, plateau de Langres, Morvan, caractérisée par un hiver rude (1,5 °C), des vents modérés et des brouillards fréquents en automne et hiver.
Pour la période 1971-2000, la température annuelle moyenne est de 9,6 °C, avec une amplitude thermique annuelle de 16 °C. Le cumul annuel moyen de précipitations est de 956 mm, avec 13,9 jours de précipitations en janvier et 9,5 jours en juillet. Pour la période 1991-2020, la température moyenne annuelle observée sur la station météorologique de Météo-France la plus proche, « Aubréville_sapc », sur la commune d'Aubréville à 8 km à vol d'oiseau, est de 10,9 °C et le cumul annuel moyen de précipitations est de 854,3 mm. 
La température maximale relevée sur cette station est de 41,8 °C, atteinte le 25 juillet 2019 ; la température minimale est de −15,7 °C, atteinte le 20 décembre 2009,,.
Les paramètres climatiques de la commune ont été estimés pour le milieu du siècle (2041-2070) selon différents scénarios d'émission de gaz à effet de serre à partir des nouvelles projections climatiques de référence DRIAS-2020. Ils sont consultables sur un site dédié publié par Météo-France en novembre 2022.

## Urbanisme

### Typologie
Au 1er janvier 2024, Avocourt est catégorisée commune rurale à habitat dispersé, selon la nouvelle grille communale de densité à sept niveaux définie par l'Insee en 2022.
Elle est située hors unité urbaine. Par ailleurs la commune fait partie de l'aire d'attraction de Verdun, dont elle est une commune de la couronne,. Cette aire, qui regroupe 103 communes, est catégorisée dans les aires de moins de 50 000 habitants,.

### Occupation des sols
L'occupation des sols de la commune, telle qu'elle ressort de la base de données européenne d’occupation biophysique des sols Corine Land Cover (CLC), est marquée par l'importance des territoires agricoles (63,3 % en 2018), une proportion sensiblement équivalente à celle de 1990 (63 %). La répartition détaillée en 2018 est la suivante : 
terres arables (48,1 %), forêts (32 %), prairies (15,2 %), milieux à végétation arbustive et/ou herbacée (4,7 %). L'évolution de l’occupation des sols de la commune et de ses infrastructures peut être observée sur les différentes représentations cartographiques du territoire : la carte de Cassini (XVIIIe siècle), la carte d'état-major (1820-1866) et les cartes ou photos aériennes de l'IGN pour la période actuelle (1950 à aujourd'hui).

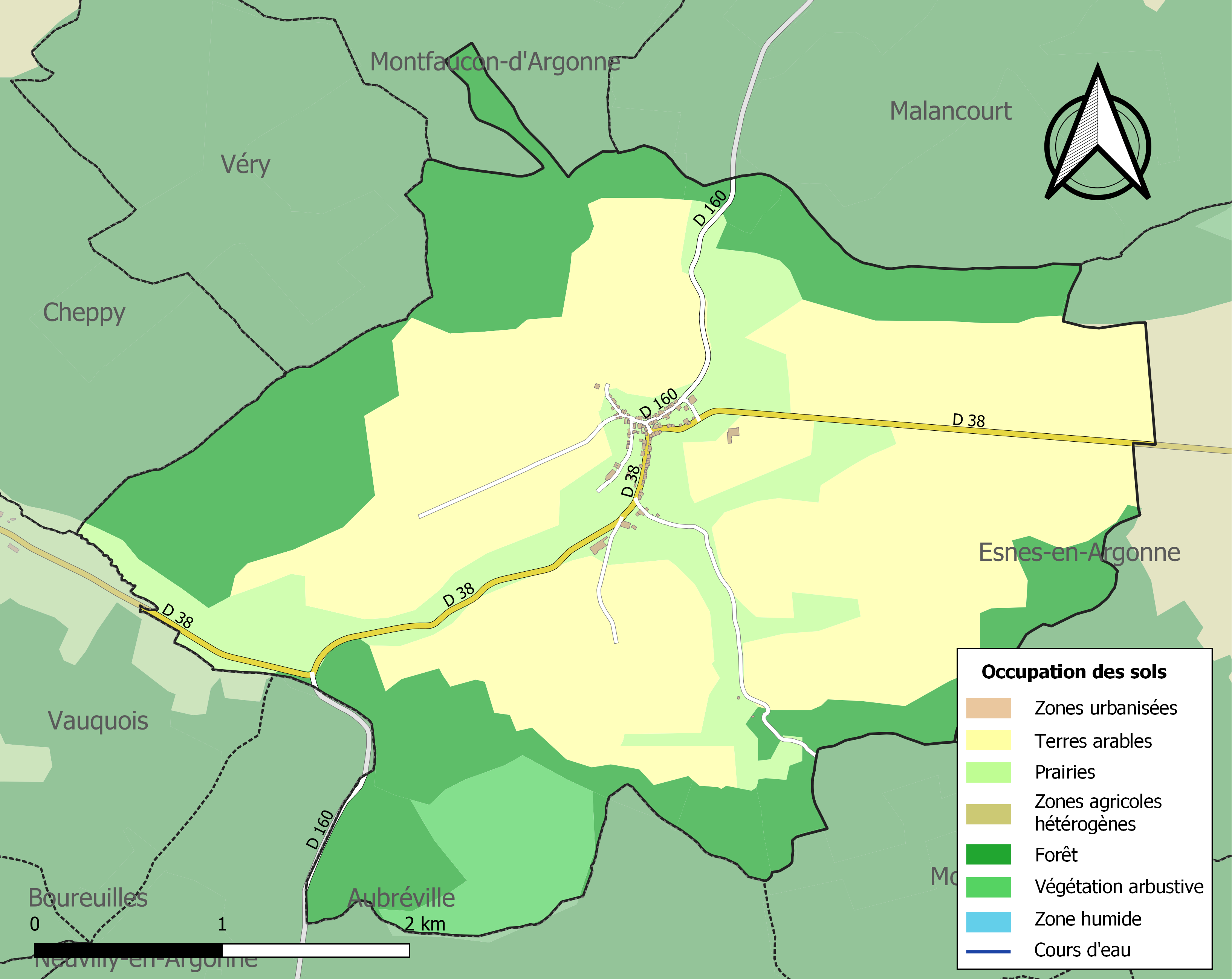
Carte des infrastructures et de l'occupation des sols de la commune en 2018 (CLC).

## Toponymie
Avoncourt, 1564. Du nom d'homme germanique Avo, et latin cortem, domaine.

## Histoire

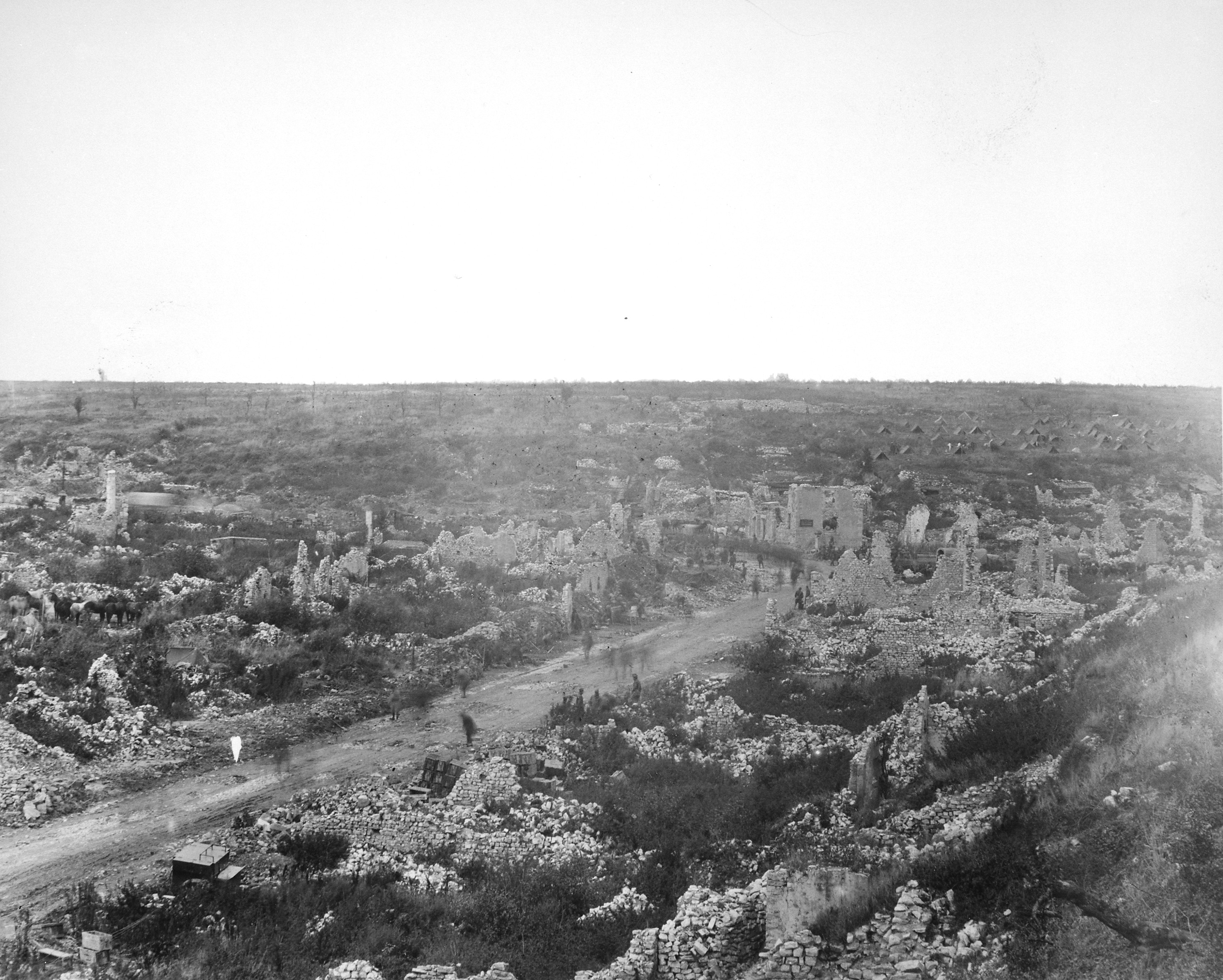
Le village d'Avocourt en ruines le 6 octobre 1918, National Archives and Records Administration.

### Antiquité
Dans l'Antiquité, à l'époque gallo-romaine, Avocourt est avec Lavoye l'un des plus importants ateliers céramiques de l'Argonne. Les officines de potiers d'Avocourt et de ses environs dans la vallée de la Buante et en forêt de Hesse, produisent en masse de la céramique sigillée aux IIe et IVe siècles,.

### Première Guerre mondiale
Le 27 août 1914, la 42e Division d'infanterie française en repli depuis Germonville (Meurthe-et-Moselle) cantonne jusqu'au 29 août où elle rejoint Verdun.
Le 21 février 1916, lors du déclenchement de la bataille de Verdun, le village est pilonné par l'artillerie allemande.
Le village est le point de départ de la 37e Division américaine lors du déclenchement de l'offensive Meuse-Argonne le 26 septembre 1918.

## Politique et administration

### Liste des maires
| Période                                  | Période       | Identité                                       | Étiquette | Qualité     |
| ---------------------------------------- | ------------- | ---------------------------------------------- | --------- | ----------- |
| Les données manquantes sont à compléter. |               |                                                |           |             |
| mars 2001                                | décembre 2017 | Michel Holubowski (décédé le 10 décembre 2017) |           |             |
| mars 2018                                | En cours      | Mario Geis Réélu pour le mandat 2020-2026      |           | Agriculteur |

## Population et société

### Démographie
L'évolution du nombre d'habitants est connue à travers les recensements de la population effectués dans la commune depuis 1793. Pour les communes de moins de 10 000 habitants, une enquête de recensement portant sur toute la population est réalisée tous les cinq ans, les populations de référence des années intermédiaires étant quant à elles estimées par interpolation ou extrapolation. Pour la commune, le premier recensement exhaustif entrant dans le cadre du nouveau dispositif a été réalisé en 2005.

En 2022, la commune comptait 121 habitants, en évolution de +10 % par rapport à 2016 (Meuse : −4,4 %, France hors Mayotte : +2,11 %).
| 1793 | 1800 | 1806 | 1821 | 1831 | 1836 | 1841 | 1846  | 1851 |
| ---- | ---- | ---- | ---- | ---- | ---- | ---- | ----- | ---- |
| 714  | 758  | 791  | 844  | 944  | 899  | 925  | 1 016 | 957  |

| 1856 | 1861 | 1866 | 1872 | 1876 | 1881 | 1886 | 1891 | 1896 |
| ---- | ---- | ---- | ---- | ---- | ---- | ---- | ---- | ---- |
| 920  | 916  | 882  | 802  | 808  | 816  | 781  | 726  | 695  |

| 1901 | 1906 | 1911 | 1921 | 1926 | 1931 | 1936 | 1946 | 1954 |
| ---- | ---- | ---- | ---- | ---- | ---- | ---- | ---- | ---- |
| 643  | 595  | 562  | 283  | 254  | 242  | 233  | 221  | 212  |

| 1962 | 1968 | 1975 | 1982 | 1990 | 1999 | 2005 | 2006 | 2010 |
| ---- | ---- | ---- | ---- | ---- | ---- | ---- | ---- | ---- |
| 219  | 182  | 118  | 103  | 114  | 107  | 124  | 125  | 122  |

| 2015 | 2020 | 2022 | - | - | - | - | - | - |
| ---- | ---- | ---- | - | - | - | - | - | - |
| 112  | 120  | 121  | - | - | - | - | - | - |

### Lieux de cultes

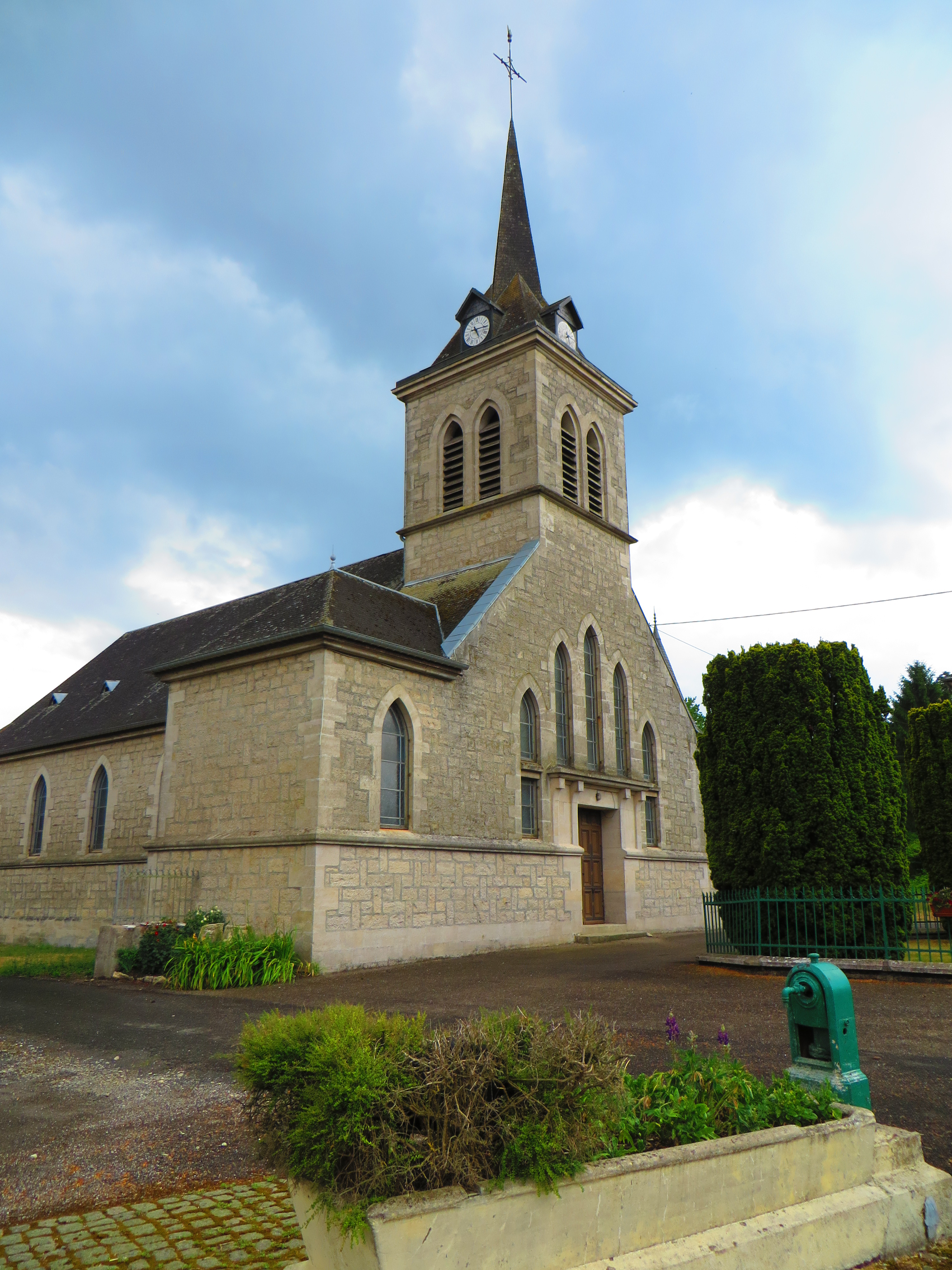
L'église Saint-Blaise.

Église Saint-Blaise.

## Culture locale et patrimoine

### Lieux et monuments
- Église Saint-Blaise d'Avocourt, reconstruite en 1926 dans les mêmes dimensions que la première construite en 1750, après sa destruction, comme le village, durant la Première Guerre mondiale en particulier durant la bataille de Verdun.
- Monument aux morts.
- Le Mémorial des volontaires 1944.
- Nécropole nationale d'Avocourt.
- Borne du Front située entre Avocourt et Malancourt, matérialisant l’extrême avance allemande au 18 juillet 1918[26].
- Statue Avocourt.
- Fontaine.
- Pont-balance.

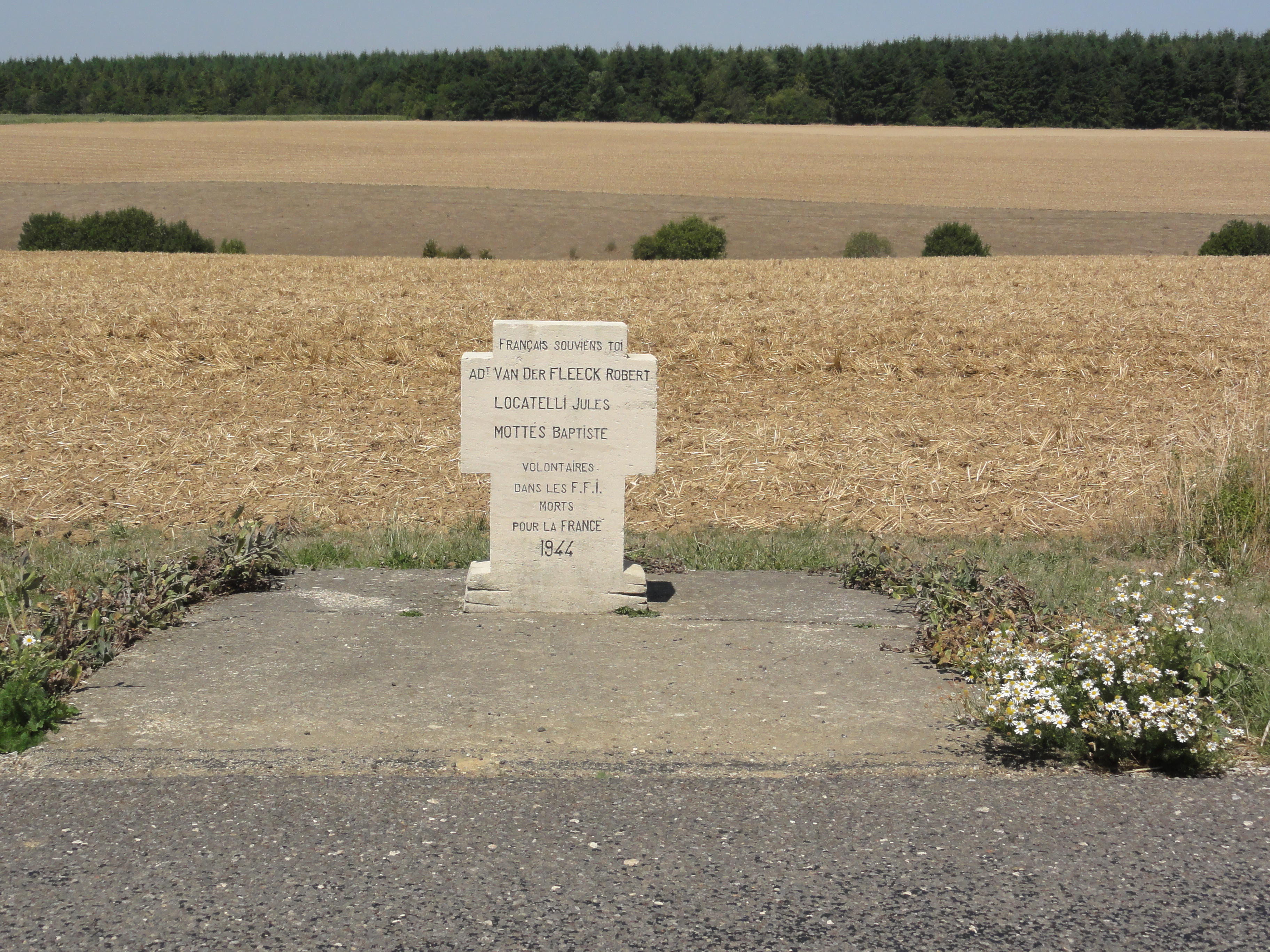
Mémorial des volontaires 1944.
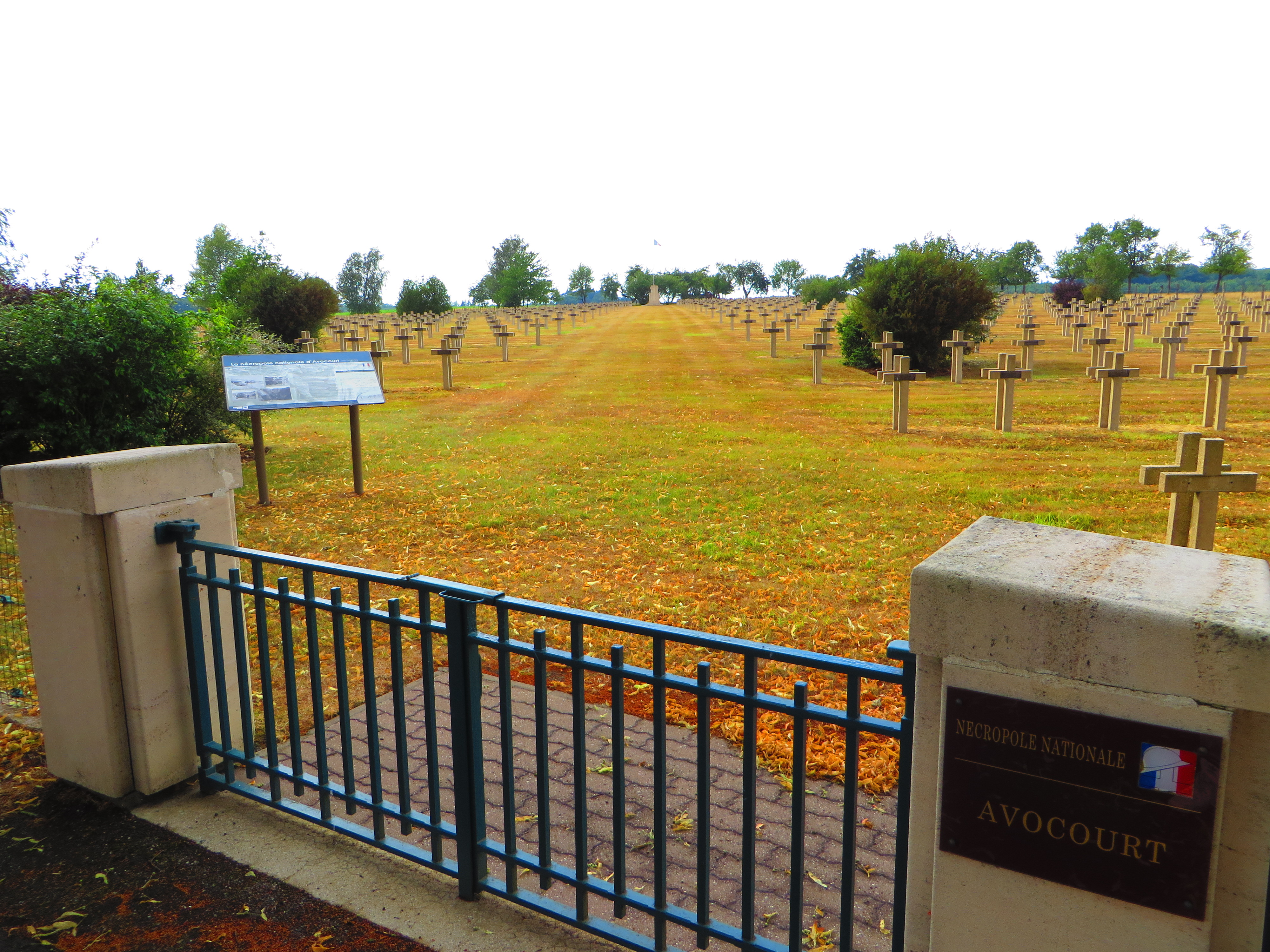
Cimetière militaire d'Avocourt.
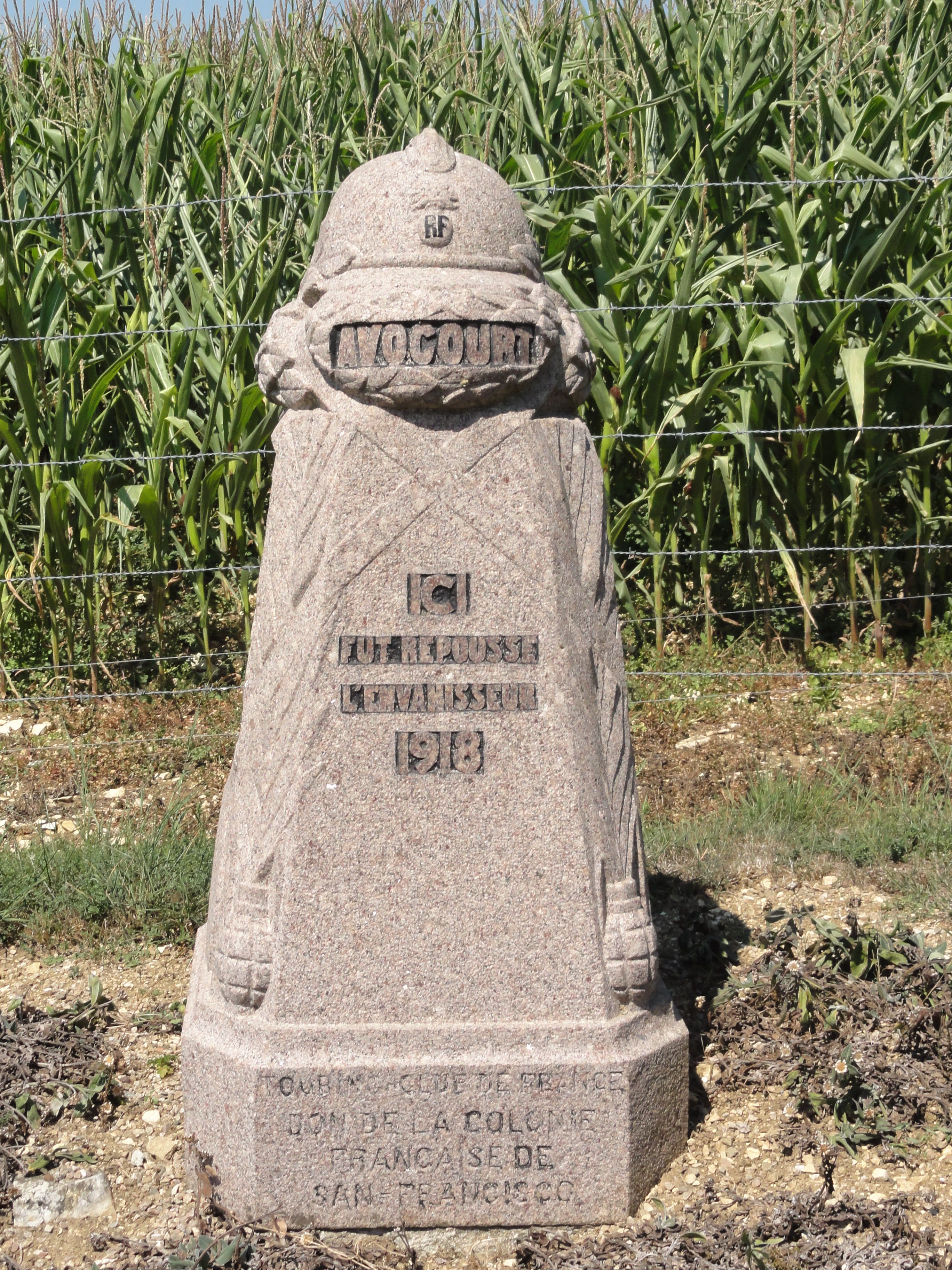
Borne du Front.
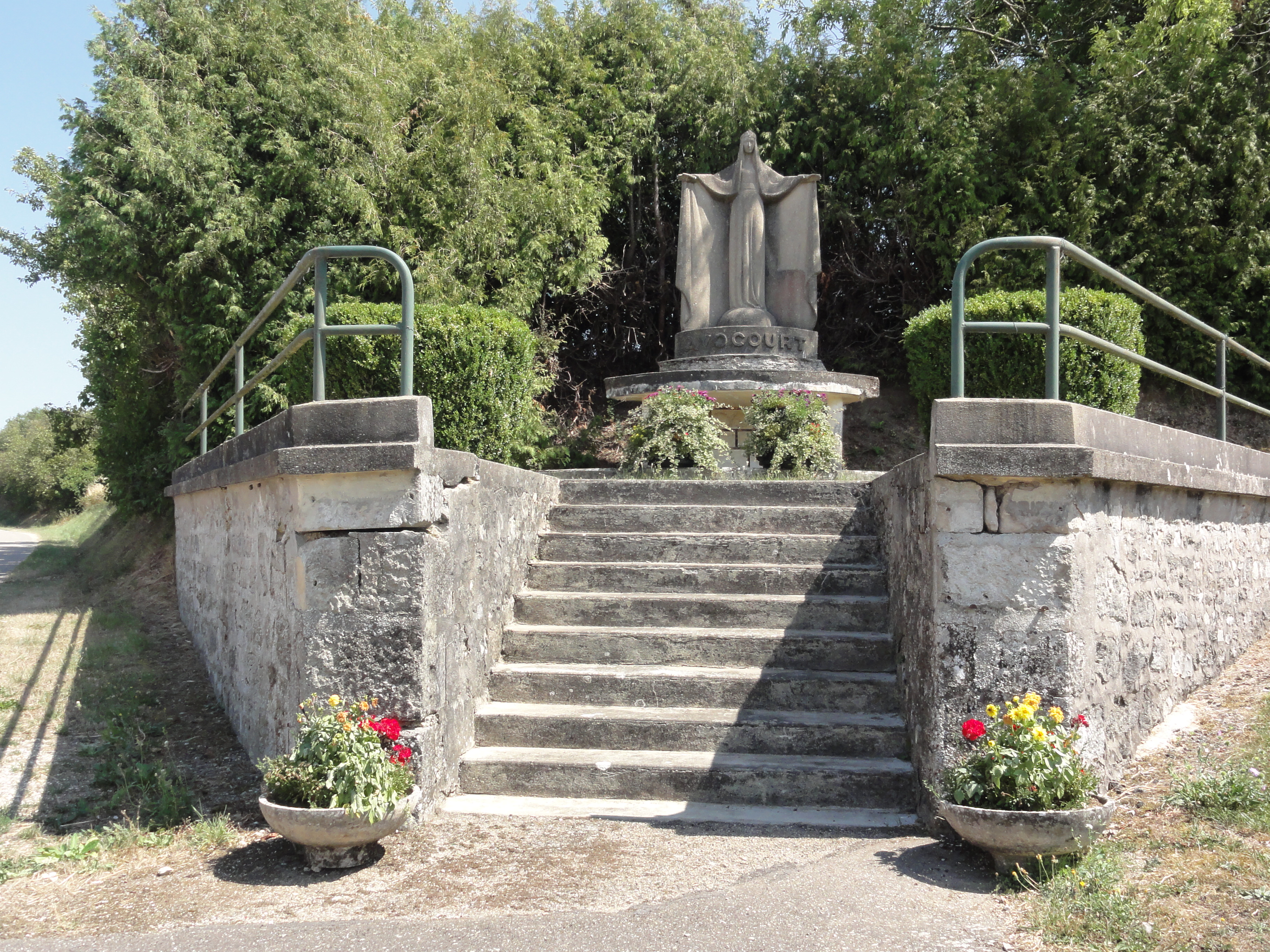
Statue Avocourt.
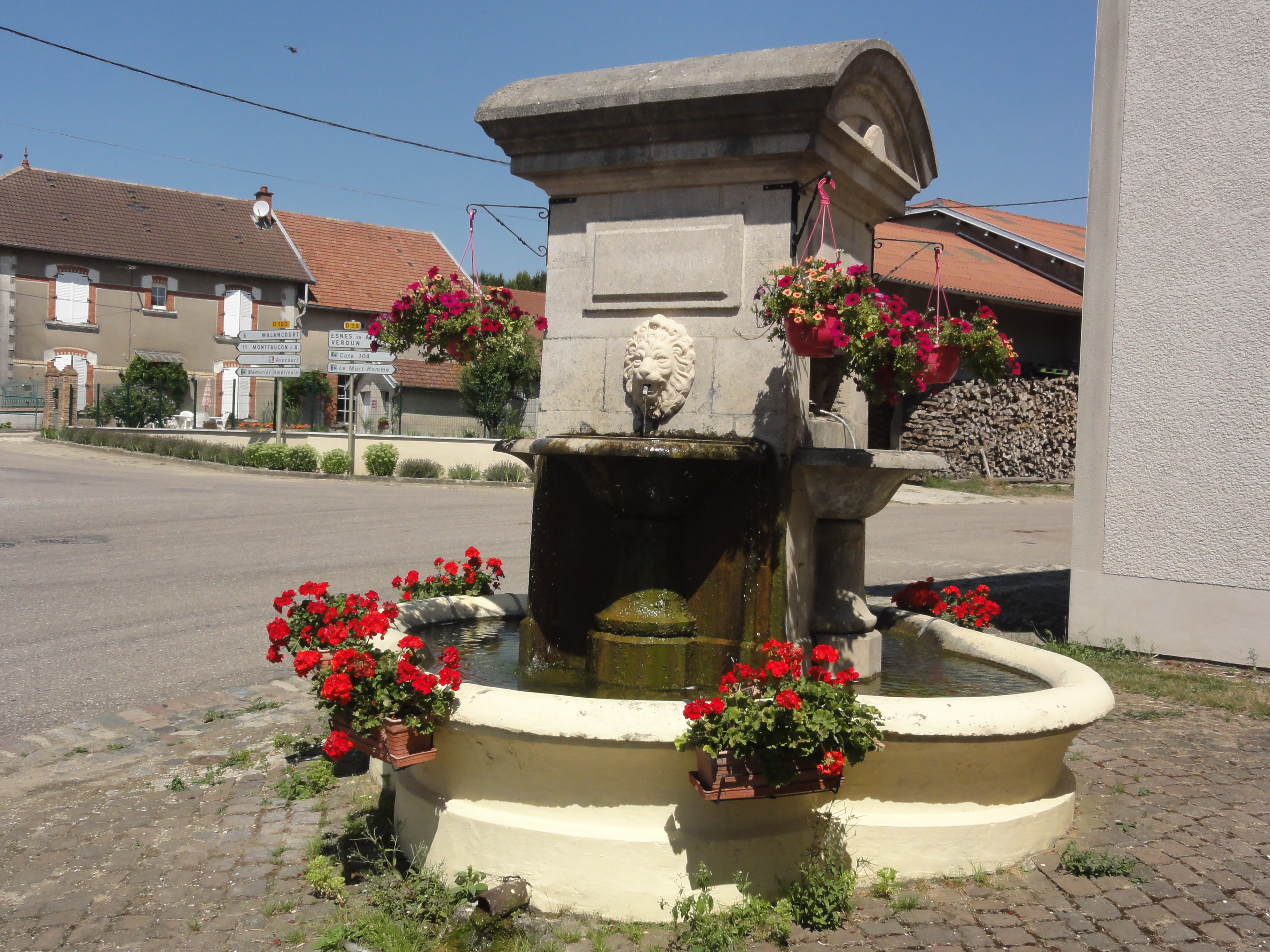
Fontaine.
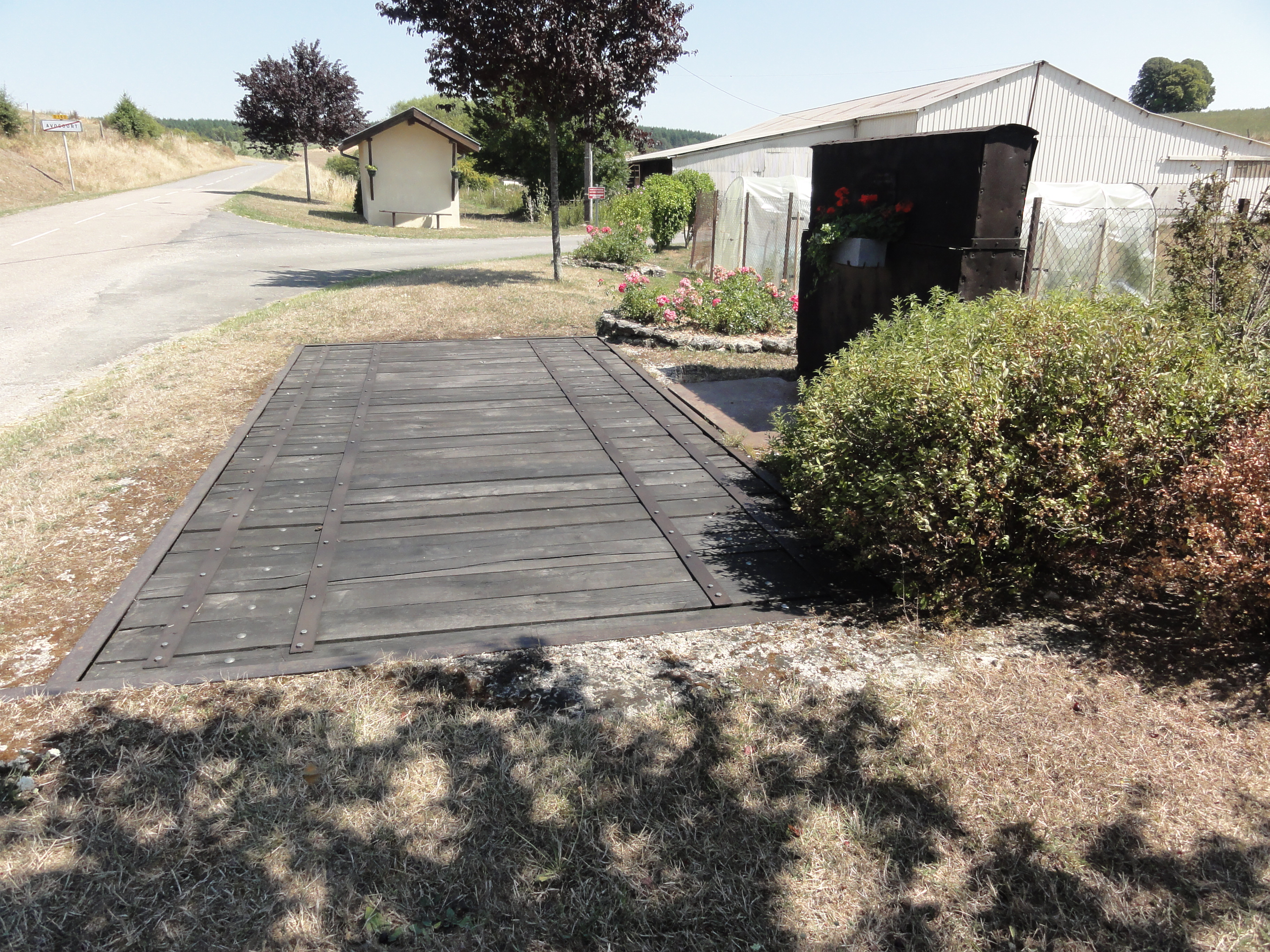
Pont-balance.

### Personnalités liées à la commune

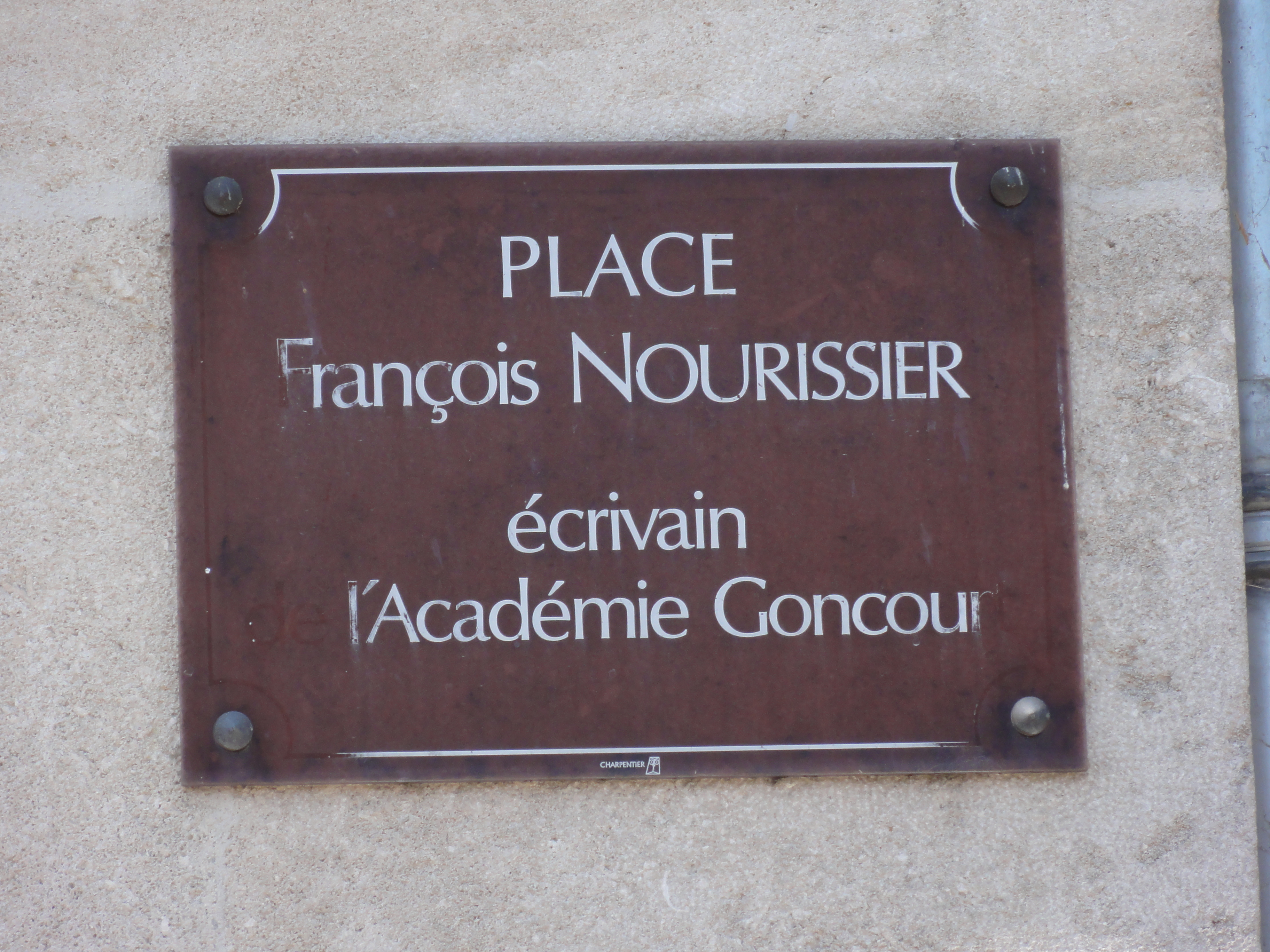
Plaque Place François Nourissier.

- François Nourissier, dont la famille paternelle est originaire d'Avocourt. La Place François Nourrissier porte son nom.

### Héraldique
| Blason de Avocourt | Blason  | De gueules à la fontaine du lieu d'or sommée d'une croix du même, jaillissant de trois jets d'argent, soutenue par deux plumes d'argent les rachis passés en sautoir et accostée en chef de deux vases antiques sigillés d'or. |
| Blason de Avocourt | Détails | Création de R.A. Louis, D. Larcher et D. Lacorde. Adopté par la commune le 26 septembre 2013. |